# David di Donatello al millor maquillatge
El premi David di Donatello al millor maquillatge (en italià: David di Donatello per il miglior truccatore) és un premi de cinema que anualment atorga l'Acadèmia del Cinema Italià (ACI, Accademia del Cinema Italiano) per reconèixer el destacat treball de maquillatge en una pel·lícula italiana estrenada l'any anterior a la cerimònia. El premi es va donar per primera vegada el 2008.

## Guanyadors
Els guanyadors del premi han estat:

### Anys 2008-2009
- 2008
  - Gino Tamagnini - I Viceré
  - Martinas Cossu - Come tu mi vuoi
  - Gianfranco Mecacci - Caos calmo
  - Fernanda Perez - La ragazza del lago
  - Esmé Sciaroni - Giorni e nuvole
- 2009
  - Vittorio Sodano - Il divo
  - Alessandro Bertolazzi - Caravaggio
  - Enrico Iacoponi - Sanguepazzo
  - Vincenzo Mastrantonio - Due partite
  - Luigi Rocchetti - I demoni di San Pietroburgo

### Anys 2010-2019
- 2010
  - Franco Corridoni - Vincere
  - Gino Zamprioli - Baarìa
  - Amel Ben Soltane - L'uomo che verrà
  - Paola Gattabrusi - La prima cosa bella
  - Luigi Rocchetti i Erzsébet Forgács - Mi ricordo Anna Frank
- 2011
  - Vittorio Sodano - Noi credevamo
  - Vincenzo Mastrantonio - Amici miei - Come tutto ebbe inizio
  - Lorella De Rossi - Gorbaciof
  - Gianfranco Mecacci - La passione
  - Francesco Nardi e Matteo Silvi - Vallanzasca - Gli angeli del male
- 2012
  - Luisa Abel - This Must Be the Place
  - Manlio Rocchetti - ACAB - All Cops Are Bastards
  - Maurizio Fazzini - La kryptonite nella borsa
  - Ermanno Spera - Magnifica presenza
  - Enrico Iacoponi - Romanzo di una strage
- 2013
  - Dalia Colli - Reality
  - Enrico Iacoponi - Viva la libertà
  - Enrico Iacoponi e Maurizio Nardi - Educazione siberiana
  - Mario Michisanti - Diaz - Don't Clean Up This Blood
  - Luigi Rocchetti - La migliore offerta
- 2014
  - Maurizio Silvi - La grande bellezza
  - Dalia Colli - La mafia uccide solo d'estate
  - Paola Gattabrusi - Anni felici
  - Caroline Phillipponnat - Il capitale umano
  - Ermanno Spera - Allacciate le cinture
- 2015
  - Maurizio Silvi - Il giovane favoloso
  - Maurizio Fazzini - Il ragazzo invisibile
  - Sonia Maione - Anime nere
  - Ermanno Spera - Latin Lover
  - Enrico Iacoponi - Mia madre
- 2016
  - Gino Tamagnini amb (make up effects) Valter Casotto i Luigi D'Andrea- Il racconto dei racconti - Tale of Tales
  - Enrico Iacoponi - La corrispondenza
  - Giulio Pezza - Lo chiamavano Jeeg Robot
  - Lidia Minì - Non essere cattivo
  - Maurizio Silvi - Youth - La giovinezza (Youth)
- 2017
  - Luca Mazzoccoli - Veloce come il vento
  - Gino Tamagnini - Fai bei sogni
  - Maurizio Fazzini - In guerra per amore
  - Valentina Iannuccili - Indivisibili
  - Esme Sciaroni - La pazza gioia
  - Silvia Beltrani - La stoffa dei sogni
- 2018
  - Marco Altieri - Nico, 1988
  - Veronica Luongo - Ammore e malavita
  - Frédérique Foglia - Brutti e cattivi
  - Maurizio Fazzini - Fortunata
  - Roberti Pastore - Napoli velata
  - Luigi Ciminelli, Emanuele De Luca, Valentina Iannuccilli - Riccardo va all'inferno
- 2019
  - Dalia Colli, Lorenzo Tamburini - Dogman
  - Alessandro D'Anna - Capri-Revolution
  - Fernanda Perez - Chiamami col tuo nome(Call Me by Your Name)
  - Maurizio Silvi - Loro
  - Roberto Pastore - Sulla mia pelle

### Anys 2020-2029
- 2020
- Dalia Colli, Mark Coulier - Pinocchio
  - Andreina Becagli - 5 è il numero perfetto
  - Roberto Pastore, Andrea Leanza, Valentina Visintin, Lorenzo Tamburini - Il primo re
  - Dalia Colli, Lorenzo Tamburini - Il traditore
  - Fernanda Perez - Suspiria